# Fellype Gabriel
Fellype Gabriel, född 6 december 1985, är en brasiliansk fotbollsspelare.
I juli 2005 blev han uttagen i Brasiliens trupp till U20-världsmästerskapet 2005.